# Gérald Baticle
Gérald Edmond Louis Baticle (* 10. September 1969 in Amiens) ist ein ehemaliger französischer Fußballspieler. Nach dem Ende der aktiven Karriere begann er eine Trainerkarriere, seit 2024 ist er Trainer der französischen U-21-Nationalmannschaft.

## Sportlicher Werdegang

### Spielerkarriere
Baticle entstammt der Jugend des SC Amiens, beim seinerzeit im Amateurbereich antretenden Klub machte er auch seine ersten Schritte im Erwachsenenbereich. Dabei fiel er Guy Roux auf, der ihn 1991 zu AJ Auxerre in die Division 1 holte. Im UEFA-Pokal 1992/93 erreichte er mit dem Klub das Halbfinale, in dem sich Borussia Dortmund im Elfmeterschießen durchsetzte. Mit seinen acht Wettbewerbstoren krönte er sich jedoch zu dessen Torschützenkönig. Im Wettbewerb um die Coupe de France 1993/94 holte er mit dem Klub an der Seite von Lionel Charbonnier, Christophe Cocard, Corentin Martins, Franck Silvestre, Pascal Vahirua und Frank Verlaat durch einen 3:0-Endspielerfolg, bei dem er den Treffer zum 2:0-Zwischenstand erzielte, gegen HSC Montpellier den Titel. Zunehmend setzte Roux in der Folge jedoch auf Lilian Laslandes im von ihm präferierten 3-4-3-System, so dass er sich 1995 zum Wechsel zu Racing Straßburg entschied. An der Seite von Spielern wie Stéphane Collet, Frank Leboeuf, Marc Keller, Franck Sauzée und Alexander Wladimirowitsch Mostowoi reichte es jedoch nur zu Mittelfeldplätzen, 1997 gelang zumindest im Coupe de la Ligue gegen Girondins Bordeaux im Elfmeterschießen im Finalspiel ein Titelgewinn. Im UEFA-Pokal 1997/98 schied die Mannschaft in der dritten Runde trotz 2:0-Heimerfolgs gegen den späteren Titelträger Inter Mailand aus.
Im Sommer 1998 wechselte Baticle zurück zu AJ Auxerre, zog aber Anfang 2000 zum Ligakonkurrenten FC Metz weiter. Hatte er bis dato maximal neun Treffern während einer Saison in der höchsten französischen Spielklasse erzielt, gelang ihm in der Spielzeit 2000/01 mit 15 Saisontreffern ein persönlicher Rekord, so dass er mit sieben Treffern Rückstand auf Torschützenkönig Sonny Anderson von Vizemeister Olympique Lyon in die Top 5 der Torschützenliste aufrückte. In der folgenden Spielzeit gelangen ihm nur vier Saisontore, als Tabellenvorletzter stieg er mit dem Klub in die Ligue 2 ab. Daraufhin wechselte er innerhalb der Ligue 1 zu ES Troyes AC, verpasste hier aber als Schlusslicht ebenso den Klassenerhalt. Beim Zweitligisten Le Havre AC ließ er anschließend die Karriere ausklingen.

### Trainerlaufbahn
Baticle kehrte 2005 als Jugendtrainer zu AJ Auxerre zurück, mit den A-Junioren verpasste er 2007 erst im Elfmeterschießen gegen den FC Sochaux den Sieg in der Coupe Gambardella.
Im November 2008 übernahm Baticle beim im Abstiegskampf bedinflichen Zweitligisten Stade Brest, wo sein ehemaliger Mitspieler Corentin Martins sportlicher Leiter war, nach der Trennung von Pascal Janin das Cheftraineramt. Kurz vor Ende der Spielzeit 2008/09 wurde er auf dem 18. Tabellenplatz liegend entlassen, Nachfolger Alex Dupont schaffte mit zwei Punkten Vorsprung auf einen Abstiegsplatz auf dem 14. Rang liegend den Klassenerhalt.
2011 kehrte Baticle in die Jugendarbeit zurück, als er bei Olympique Lyon die A-Juniorenmannschaft übernahm. Wenig später rückte er unter Rémi Garde zum Trainerassistenten der Wettkampfmannschaft auf, im Wettbewerb um die Coupe de France 2011/12 holten sie gegen den Drittligisten US Quevilly mit einem 1:0-Erfolg nach einem Treffer von Lisandro López den Titel. Nach Gardes Entlassung 2014 unterstützte er die Nachfolger Hubert Fournier, Bruno Génésio, mit dem er in der UEFA Europa League 2016/17 das gegen Ajax Amsterdam verloren gegangene Halbfinale erreichte, und Sylvinho. Als Letzterer im Oktober 2019 entlassen wurde, war er kurzzeitig interimistischer Cheftrainer, ehe Rudi Garcia übernahm. In der von der COVID-19-Pandemie überschatteten UEFA Champions League 2019/20 erreichten sie das Finalturnier, in dem zum Auftakt Manchester City besiegt wurde. Durch eine 0:3-Niederlage im Halbfinale gegen den späteren Titelträger FC Bayern München verpasste er erneut eine Endspielteilnahme.
Im Sommer 2021 übernahm Baticle das Cheftraineramt bei SCO Angers, wo Stéphane Moulin nach zehnjähriger Amtszeit auf eigenen Wunsch zurückgetreten war. Im November 2022 wurde er durch Abdel Bouhazama ersetzt.
Kurz nachdem die Fédération Française de Football Thierry Henry im August 2023 als neuen Cheftrainer der französischen U-21-Nationalmannschaft bekannt gegeben hatte, wurde Baticle als dessen Assistent verpflichtet. Mit dieser traten sie als Gastgeber gemeinsam bei den Olympischen Sommerspielen 2024 in Paris an und erreichten das Finalspiel, im Parc des Princes setzte sich Spanien trotz früher Führung durch Enzo Millot und Ausgleich nach zwischenzeitlichem 1:3-Rückstand in der Verlängerung mit 5:3 durch. Nach dem Gewinn der Silbermedaille trat Henry ab und Baticle wurde mit einem Vertrag bis Juli 2025 ausgestattet dessen Nachfolger.